# Romanostadion
Het Romanostadion is een multifunctioneel stadion in Mérida, Spanje. Het stadion, dat in 1953 werd geopend, wordt vooral gebruikt voor voetbalwedstrijden. De voetbalclub Mérida AD maakt gebruik van dit stadion. In het stadion is plaats voor 14.600 toeschouwers. Ook het nationale elftal speelde hier een keer, op 9 september 2009 werd van Estland gewonnen met 3–0.